# Канал—Лука у Шибенику
Канал—Лука у Шибенику је значајни крајобраз који се налази у оквиру града Шибеника у Шибенско-книнској жупанији у Хрватској. Заштићен је од 1974. године.

## Опис
Подручје обухвата простор од Шибенског моста до краја канала Светог Анте, тј. прецизније до тврђаве Светог Николе, са уским обалним подручјем. Укупна дужина овог воденог канал је око 2.000 метара, а ширина 140-220 метара. Просечна дубина је око 20-40 метара. У прибаљу преко пута самог града налазе се остаци некадашњих утврђења из XVI века, која су служила у одбрани територије.
Код улаза у канал уздиже се брдо Лобод са леве стране, а преко пута је морски пролаз назван Хитлерове очи, који је изградила војска. Даље, према отвореном мору са обе стране се јављају благе увале, као што су Чапљина, Сићеница и Шкар.

## Напомена
1. ↑  Значајни крајобраз је заштићено подручје вредне биолошке и културно историјске вредности, са очуваним јединственим обележјима погодним за рекреацију[1]. Према датој дефиницији значајни крајобраз је сличан пределу изузетних одлика у Србији[2].